# 鉄道事業者
| 種別                 | 種別                 | 事業者数 |
| -------------------- | -------------------- | -------- |
| 普通鉄道             | JR旅客               | 6        |
| 普通鉄道             | 大手・準大手私鉄     | 21       |
| 普通鉄道             | 公営                 | 11       |
| 普通鉄道             | 中小民鉄             | 138      |
| 普通鉄道             | 貨物鉄道             | 10       |
| モノレール           | モノレール           | 9        |
| 新交通システム       | 新交通システム       | 9        |
| 鋼索鉄道・無軌条電車 | 鋼索鉄道・無軌条電車 | 15       |
| 合計                 | 合計                 | 219      |

鉄道事業者（てつどうじぎょうしゃ、英語: railway operator）は、日本の鉄道事業法において鉄道事業の許可を受けた者をいう（鉄道事業法第7条）。国土交通省が所管する法律には鉄道事業法のほかに軌道法がある。鉄道事業法上の鉄道事業者と軌道法上の軌道経営者を総称して「鉄軌道事業者」という。
鉄道事業法では、鉄道事業を経営しようとする者は、国土交通大臣の許可を受けることとされている（鉄道事業法第3条）。鉄道事業の許可は、事業者単位ではなく、路線及び鉄道事業の種別単位ごとに行われる。
鉄道事業法上の鉄道と軌道法上の軌道では敷設位置に違いがあり（軌道は道路に敷設されるのに対し、鉄道は原則として道路には敷設できない）、車両長や速度制限にも大きな違いがある。ただし、鉄道・軌道の両路線を兼営していて鉄道事業法上の鉄道事業者と軌道法上の軌道経営者の双方にあたる事業者も多い。また、新交通システムのように同一の路線に鉄道事業法上の適用区間と軌道法上の適用区間が混在しているケースもある。軌道法による軌道経営者については「軌道法」を参照。

## 鉄道事業の区分
鉄道事業法第2条により、第一種鉄道事業（上下一体方式）、第二種鉄道事業（上下分離方式で運送・経営のみ）、第三種鉄道事業（上下分離方式で施設の整備・保有のみ）に分けられる。

### 第一種鉄道事業
鉄道による旅客または貨物の運送（列車の運行）を行う事業であるもの。
鉄道施設一式を保有するとともに列車の運行も行う。ほとんどの鉄道事業者が該当する。
なお、鉄道事業法第59条第1項の規定により鉄道建設・運輸施設整備支援機構と日本高速道路保有・債務返済機構が行う第三種鉄道事業に該当する業務については、同法の規定が適用除外されており、これらから鉄道施設を借り受けて列車の運行を行う事業は、第一種鉄道事業とみなされる（鉄道事業法第59条第2項）ことになっている。

### 第二種鉄道事業
自らが敷設した鉄道線路以外の、（第一種や第三種鉄道事業者が保有する）鉄道線路を使用（借用）して、旅客または貨物の運送を行う事業である。
ただし、他事業者線への直通運転や、運転業務の受託など、他事業者の線路に列車を走らせていても自らの営業路線として運賃を収受しないものは第二種鉄道事業ではない。
第二種鉄道事業者の路線のうち、施設保有事業者が第一種鉄道事業者であるのは以下の例がある。施設保有事業者が第三種鉄道事業者の例は第三種鉄道事業者の節の表を参照。
| 第二種鉄道事業者                 | 路線名                                                                                   | 区間                                                                                     | 営業キロ                                                                                 | 第一種鉄道事業者                                                                         | 備考 |
| -------------------------------- | ---------------------------------------------------------------------------------------- | ---------------------------------------------------------------------------------------- | ---------------------------------------------------------------------------------------- | ---------------------------------------------------------------------------------------- | --- |
| 日本貨物鉄道 （JR貨物）          | 営業路線のほとんど（多くはJR旅客各社等が第一種。詳しくは「日本貨物鉄道」のページを参照） | 営業路線のほとんど（多くはJR旅客各社等が第一種。詳しくは「日本貨物鉄道」のページを参照） | 営業路線のほとんど（多くはJR旅客各社等が第一種。詳しくは「日本貨物鉄道」のページを参照） | 営業路線のほとんど（多くはJR旅客各社等が第一種。詳しくは「日本貨物鉄道」のページを参照） | 営業路線のほとんど（多くはJR旅客各社等が第一種。詳しくは「日本貨物鉄道」のページを参照） |
| 京成電鉄                         | 成田空港線                                                                               | 京成高砂駅 - 小室駅                                                                      | 19.8 km                                                                                  | 北総鉄道                                                                                 | 北総鉄道北総線と共用。 小室駅 - 成田空港駅間は第三種鉄道事業者である千葉ニュータウン鉄道・成田高速鉄道アクセス・成田空港高速鉄道の線路を使用（次節の表を参照）。                                 |
| 東京都交通局 （都営地下鉄）      | 三田線                                                                                   | 白金高輪駅 - 目黒駅                                                                      | 2.3 km                                                                                   | 東京地下鉄 （東京メトロ）                                                                | 東京メトロ南北線と共用。 |
| JR東海交通事業                   | 城北線                                                                                   | 勝川駅 - 枇杷島駅                                                                        | 11.2 km                                                                                  | 東海旅客鉄道 （JR東海）                                                                  | JR東海は列車の運行をしていない。 |
| のと鉄道                         | 七尾線                                                                                   | 七尾駅 - 和倉温泉駅                                                                      | 5.1 km                                                                                   | 西日本旅客鉄道 （JR西日本）                                                              | JR西日本の七尾線と共用。JR西日本はこの区間で特急列車のみ、のと鉄道は普通列車のみ運行している。 のと鉄道は和倉温泉駅 - 穴水駅間の第二種鉄道事業者でもあるが、同区間はJR西日本が第三種鉄道事業者。 |
| 嵯峨野観光鉄道                   | 嵯峨野観光線                                                                             | トロッコ嵯峨駅 - トロッコ亀岡駅                                                          | 7.3 km                                                                                   | 西日本旅客鉄道 （JR西日本）                                                              | JR西日本としての線籍は全区間が山陰本線のままだが、JR西日本は列車を運行していない。 JR西日本では嵯峨嵐山駅 - 馬堀駅間の別線線増扱いとなっており、JR西日本の営業キロにこの区間は計上されていない。 |
| 大阪市高速電気軌道 (Osaka Metro) | 中央線                                                                                   | コスモスクエア駅 - 夢洲駅                                                                | 3.2 km                                                                                   | 大阪港トランスポートシステム                                                             | 大阪港トランスポートシステムとしての線籍は北港テクノポート線であるが、大阪港トランスポートシステムは列車の運行をしていない。                                                                     |
| 井原鉄道                         | 井原線                                                                                   | 総社駅 - 清音駅                                                                          | 3.4 km                                                                                   | 西日本旅客鉄道 （JR西日本）                                                              | JR西日本伯備線と共用。 |

### 第三種鉄道事業
鉄道線路を第一種鉄道事業を経営する者に譲渡する目的をもって敷設する事業、及び鉄道線路を敷設して該当鉄道線路を第二種鉄道事業を経営する者に専ら使用させる事業。
北総線の小室以東の千葉ニュータウン鉄道や神戸高速鉄道のほか、新線建設の際に鉄道施設の建設・保有を行う第三種鉄道事業者として設立される事業者が該当する。後者の例としてはJR東西線の施設を保有する関西高速鉄道や、既設貨物線を旅客線化した区間を含むおおさか東線の施設を保有する大阪外環状鉄道があり、この2例は実際の運行を行うJR西日本が第二種鉄道事業者である。
神戸高速鉄道は鉄道事業法成立以前から施設のみ保有する形で阪急電鉄・阪神電気鉄道・山陽電気鉄道・神戸電鉄が乗り入れてくる形を取っていた。同法成立以後は神戸高速鉄道が第三種鉄道事業者、乗り入れ各社が重複して第二種鉄道事業者となっていたが、後に整理されて山陽は全線の、阪急は新開地以西の第二種事業を廃止している。駅営業は神戸高速鉄道が逆委託される形で行っていたが、これも整理以後阪急レールウェイサービスへの委託となった。神戸高速鉄道はこのほか北神線を北神急行電鉄から譲渡されて各々第三種・第二種鉄道事業者となっていた（北神線は2020年6月に神戸市交通局に譲渡され神戸市営地下鉄北神線となった）。
上下分離方式を取るに当たって地方自治体が第三種鉄道事業者としてインフラを保有する事例もある。
| 第三種鉄道事業者             | 第二種鉄道事業者                 | 路線名             | 区間                                      | 営業キロ | 備考 |
| ---------------------------- | -------------------------------- | ------------------ | ----------------------------------------- | -------- | --- |
| 青森県                       | 青い森鉄道                       | 青い森鉄道線       | 目時駅 - 青森駅                           | 121.9 km | |
| 青森県                       | 日本貨物鉄道 （JR貨物）          | 青い森鉄道線       | 目時駅 - 青森駅                           | 121.9 km | |
| 福島県                       | 東日本旅客鉄道 （JR東日本）      | 只見線             | 会津川口駅 - 只見駅                       | 27.6 km  | |
| 千葉ニュータウン鉄道         | 北総鉄道                         | 北総線             | 小室駅 - 印旛日本医大駅                   | 12.5 km  | 北総鉄道と京成電鉄に営業キロ重複計上 千葉ニュータウン鉄道も車両を所有                                                                                        |
| 千葉ニュータウン鉄道         | 京成電鉄                         | 成田空港線         | 小室駅 - 印旛日本医大駅                   | 12.5 km  | 北総鉄道と京成電鉄に営業キロ重複計上 千葉ニュータウン鉄道も車両を所有                                                                                        |
| 成田高速鉄道アクセス         | 京成電鉄                         | 成田空港線         | 印旛日本医大駅 - 成田空港高速鉄道線接続点 | 10.7 km  | 第三種鉄道事業者側の路線名は「成田高速鉄道アクセス線」 |
| 成田空港高速鉄道             | 京成電鉄                         | 成田空港線         | 成田高速鉄道アクセス線接続点 - 成田空港駅 | 8.4 km   | 第三種鉄道事業者側の路線名は「成田空港高速鉄道線」 成田空港駅寄り1.5kmは重複                                                                                 |
| 成田空港高速鉄道             | 京成電鉄                         | 本線               | 駒井野信号場 - 成田空港駅                 | 2.1 km   | 第三種鉄道事業者側の路線名は「成田空港高速鉄道線」 成田空港駅寄り1.5kmは重複                                                                                 |
| 成田空港高速鉄道             | 東日本旅客鉄道 （JR東日本）      | 成田線             | JR成田線分岐点 - 成田空港駅               | 8.7 km   | 第三種鉄道事業者側の路線名は「成田空港高速鉄道線」 |
| 横浜高速鉄道                 | 東急電鉄                         | こどもの国線       | 長津田駅 - こどもの国駅                   | 3.4 km   | |
| 上飯田連絡線                 | 名古屋鉄道                       | 小牧線             | 味鋺駅 - 上飯田駅                         | 2.3 km   | 第三種鉄道事業者側の路線名は「上飯田連絡線」 |
| 上飯田連絡線                 | 名古屋市交通局                   | 上飯田線           | 上飯田駅 - 平安通駅                       | 0.8 km   | 第三種鉄道事業者側の路線名は「上飯田連絡線」 |
| 中部国際空港連絡鉄道         | 名古屋鉄道                       | 空港線             | 常滑駅 - 中部国際空港駅                   | 4.2 km   | |
| 西日本旅客鉄道 （JR西日本）  | のと鉄道                         | 七尾線             | 和倉温泉駅 - 穴水駅                       | 28.0 km  | |
| 四日市市                     | 四日市あすなろう鉄道             | 内部線             | あすなろう四日市駅 - 内部駅               | 5.7 km   | |
| 四日市市                     | 四日市あすなろう鉄道             | 八王子線           | 日永駅 - 西日野駅                         | 1.3 km   | |
| 養老線管理機構               | 養老鉄道                         | 養老線             | 桑名駅 - 揖斐駅                           | 57.5 km  | |
| 伊賀市                       | 伊賀鉄道                         | 伊賀線             | 伊賀上野駅 - 伊賀神戸駅                   | 16.6 km  | |
| 近江鉄道線管理機構           | 近江鉄道                         | 本線               | 米原駅 - 貴生川駅                         | 47.7 km  | |
| 近江鉄道線管理機構           | 近江鉄道                         | 八日市線           | 八日市駅 - 近江八幡駅                     | 9.3 km   | |
| 近江鉄道線管理機構           | 近江鉄道                         | 多賀線             | 高宮駅 - 多賀大社前駅                     | 2.5 km   | |
| 甲賀市                       | 信楽高原鐵道                     | 信楽線             | 貴生川駅 - 信楽駅                         | 14.7 km  | |
| 北近畿タンゴ鉄道             | WILLER TRAINS （京都丹後鉄道）   | 宮津線             | 西舞鶴駅 - 豊岡駅                         | 83.6 km  | |
| 北近畿タンゴ鉄道             | WILLER TRAINS （京都丹後鉄道）   | 宮福線             | 宮津駅 - 福知山駅                         | 30.4 km  | |
| 奈良生駒高速鉄道             | 近畿日本鉄道                     | けいはんな線       | 生駒駅 - 学研奈良登美ヶ丘駅               | 8.6 km   | |
| 大阪港トランスポートシステム | 大阪市高速電気軌道 (Osaka Metro) | 中央線             | 大阪港駅 - コスモスクエア駅               | 2.4 km   | |
| 大阪港トランスポートシステム | 大阪市高速電気軌道 (Osaka Metro) | 南港ポートタウン線 | コスモスクエア駅 - トレードセンター前駅   | 0.6 km   | |
| 中之島高速鉄道               | 京阪電気鉄道                     | 中之島線           | 天満橋駅 - 中之島駅                       | 3.0 km   | |
| 西大阪高速鉄道               | 阪神電気鉄道                     | 阪神なんば線       | 西九条駅 - 大阪難波駅                     | 3.8 km   | 第三種鉄道事業者側の路線名は「西大阪延伸線」 桜川駅 - 大阪難波駅間は近畿日本鉄道の乗務員が運転業務を行うが、近畿日本鉄道は第二種鉄道事業者ではない。         |
| 大阪外環状鉄道               | 西日本旅客鉄道 （JR西日本）      | おおさか東線       | 新大阪駅 - 久宝寺駅                       | 20.2 km  | |
| 大阪外環状鉄道               | 日本貨物鉄道 （JR貨物）          | おおさか東線       | 神崎川信号場 - 正覚寺信号場               | 15.4 km  | |
| 関西高速鉄道                 | 西日本旅客鉄道 （JR西日本）      | JR東西線           | 京橋駅 - 尼崎駅                           | 12.5 km  | |
| 新関西国際空港               | 西日本旅客鉄道 （JR西日本）      | 関西空港線         | りんくうタウン駅 - 関西空港駅             | 6.9 km   | 第三種鉄道事業者側の路線名は「空港連絡鉄道線」 JR西日本と南海電鉄に営業キロ重複計上                                                                          |
| 新関西国際空港               | 南海電気鉄道                     | 空港線             | りんくうタウン駅 - 関西空港駅             | 6.9 km   | 第三種鉄道事業者側の路線名は「空港連絡鉄道線」 JR西日本と南海電鉄に営業キロ重複計上                                                                          |
| 和歌山県                     | 南海電気鉄道                     | 和歌山港線         | 県社分界点 - 和歌山港駅                   | 2.0 km   | |
| 阪神電気鉄道                 | 神戸六甲鉄道                     | 六甲ケーブル線     | 六甲ケーブル下駅 - 六甲山上駅             | 1.7 km   | |
| 神戸高速鉄道                 | 阪神電気鉄道                     | 神戸高速線         | 西代駅 - 元町駅                           | 5.0 km   | 第三種鉄道事業者側の路線名は「東西線」 新開地駅 - 高速神戸駅間0.6kmは阪急・阪神両者の第二種鉄道事業区間 2010年までは山陽電気鉄道も当該区間の第二種鉄道事業者 |
| 神戸高速鉄道                 | 阪急電鉄                         | 神戸高速線         | 新開地駅 - 神戸三宮駅                     | 2.8 km   | 第三種鉄道事業者側の路線名は「東西線」 新開地駅 - 高速神戸駅間0.6kmは阪急・阪神両者の第二種鉄道事業区間 2010年までは山陽電気鉄道も当該区間の第二種鉄道事業者 |
| 神戸高速鉄道                 | 神戸電鉄                         | 神戸高速線         | 新開地駅 - 湊川駅                         | 0.4 km   | 第三種鉄道事業者側の路線名は「南北線」 |
| 八頭町                       | 若桜鉄道                         | 若桜線             | 郡家駅 - 若桜町若桜線接続点               | 16.5 km  | |
| 若桜町                       | 若桜鉄道                         | 若桜線             | 八頭町若桜線接続点 - 若桜駅               | 2.7 km   | |
| 北九州市                     | 平成筑豊鉄道                     | 門司港レトロ観光線 | 九州鉄道記念館駅 - 関門海峡めかり駅       | 2.1 km   | |
| 北九州市                     | 皿倉登山鉄道                     | 帆柱ケーブル線     | 山麓駅 - 山上駅                           | 1.1 km   | |
| 佐賀・長崎鉄道管理センター   | 九州旅客鉄道 （JR九州）          | 長崎本線           | 江北駅 - 諫早駅                           | 60.8 km  | |
| 南阿蘇鉄道管理機構           | 南阿蘇鉄道                       | 高森線             | 立野駅 - 高森駅                           | 17.7 km  | |

## 鉄道事業の許可
鉄道事業の許可を受けようとする者は、予定する路線、経営しようとする鉄道事業の種別（第一種鉄道事業、第二種鉄道事業、第三種鉄道事業）、事業基本計画等の必要な申請書を国土交通大臣に提出しなければならない（鉄道事業法4条）。
- 第一種鉄道事業及び第二種鉄道事業の許可は、業務の範囲を旅客運送又は貨物運送に限定して行うことができる（鉄道事業法3条3項）。
- 一時的な需要のための鉄道事業の許可は、期間を限定して行うことができる（鉄道事業法3条4項）。

なお、第三種鉄道事業の許可は、当該事業により敷設される鉄道線路に係る第一種鉄道事業又は第二種鉄道事業の許可と同時に行われる（鉄道事業法5条3項）。

### 鉄道事業の許可基準
国土交通大臣は、鉄道事業の許可をしようとするときに、次の基準に適合するかどうかを審査する（鉄道事業法5条1項）。
1. その事業の計画が経営上適切なものであること。
2. その事業の計画が輸送の安全上適切なものであること。
3. 前二号に掲げるもののほか、その事業の遂行上適切な計画を有するものであること。
4. その事業を自ら適確に遂行するに足る能力を有するものであること。

### 特定目的鉄道事業
景観の鑑賞、遊戯施設への移動その他の観光の目的を有する旅客の運送を専ら行うもの。
鉄道事業法第5条第2項で「特定の目的を有する旅客の運送を行うもの」として規定されている鉄道事業で、具体的には鉄道事業法施行規則第6条の2に規定されている。遊園地への客の送迎のための鉄道など、公共性の低いものについてより簡略化された手続きで鉄道事業が行えるようにしたものである。通常の鉄道事業の許可権限は国土交通大臣にあるが、特定目的鉄道事業については地方運輸局長に委任される。
2000年3月の鉄道事業法改正によって新設された区分である。最初の適用例は、2005年に2005年日本国際博覧会の会場内で運行された2005年日本国際博覧会協会愛・地球博線である。しかし、これは経営期間が博覧会の会期中に限定されたIMTSによる路線であった。
2009年4月26日、福岡県北九州市の門司港レトロ地区内の門司港 - 和布刈公園間で平成筑豊鉄道が第二種鉄道事業者、北九州市が第三種鉄道事業者として運行する門司港レトロ観光線（やまぎんレトロライン）がこの区分の適用を受ける初の普通鉄道の路線・常設路線として開業した。
このほかに1997年に廃止された信越本線横川 - 軽井沢間（碓氷峠）の一部で、「園内遊具」としてシェルパくんを運行している碓氷峠交流記念財団が、横川 - 軽井沢間の全区間について特定目的鉄道事業の申請を予定していた（詳細は当該記事を参照）。
なお、これらと同様に観光目的でトロッコ列車を運行している嵯峨野観光鉄道、黒部峡谷鉄道は開業時点で特定目的鉄道という概念がなかったこともあり、それぞれ単なる第二種鉄道事業者、第一種鉄道事業者であり、特定目的鉄道事業者ではない。なお、黒部峡谷鉄道は親会社である関西電力が資材輸送のために敷設した専用鉄道を起源としており、現在もなおその使命を有している。

## 鉄軌道事業者の経営形態
日本の鉄道事業者は民間資本による私企業のほか、公営企業、特殊法人、第三セクター、宗教法人、財団法人、社団法人がある。現在は個人事業、有限会社、合名会社、合資会社、合同会社はない。
鉄道事業者の経営形態は以下のとおり区分される（以下には軌道経営者の許可も受けている事業者を含む。また、便宜的に軌道経営者の許可のみを受けている事業者を含む）。

### 株式会社
日本の鉄道事業者のほとんどが株式会社であり、このうち26社が株式公開（上場）をしている。なお、大手鉄道事業者がその系列鉄道事業者の株式を保有し子会社化している例は多く、完全子会社化しているケースと、そうではなく一定比率の株式を有しているにすぎない場合に分かれる。

#### 上場企業
- 東日本旅客鉄道（東証プライム）
- 東海旅客鉄道（東証プライム、名証プレミア）
- 西日本旅客鉄道（東証プライム）
- 九州旅客鉄道（東証プライム、福証）
- 京王電鉄（東証プライム）
- 京成電鉄（東証プライム）
  - 新京成電鉄（東証スタンダードに上場していたが、2022年8月30日付で上場廃止。株式交換により京成電鉄の100%子会社となった。）
- 東武鉄道（東証プライム）
- 西武ホールディングス（2014年4月23日東証一部上場。事実上の再上場）
  - 西武鉄道（1957年東証一部上場。有価証券報告書の虚偽記載発覚で2004年12月17日付で上場廃止。2006年3月西武ホールディングスの子会社となる）
    - 伊豆箱根鉄道（東証二部に上場していたが、有価証券報告書の虚偽記載発覚で2004年12月26日に上場廃止。現在は西武鉄道が株式の84.51％を保有）
- 東急（東証プライム）旧・東京急行電鉄が2019年10月1日に持株会社化し、社名変更。
  - 東急電鉄 （鉄道及び軌道）※ 旧・東京急行電鉄（現・東急）の鉄道部門が100%子会社として分離した。
  - 伊豆急ホールディングス※東急グループ。2012年3月1日に伊豆急行の株式移転で設立。
    - 伊豆急行（東証二部に上場していたが、2004年10月1日、東京急行電鉄の100%子会社となり上場廃止。2012年3月に伊豆急ホールディングスの子会社となる）
- 京浜急行電鉄（東証プライム）
- 小田急電鉄（東証プライム）
  - 小田急箱根 ※小田急グループ。旧・箱根登山鉄道が東証一部に上場していたが小田急電鉄の子会社となり2003年7月28日上場廃止。
  - 江ノ島電鉄（東証二部に上場していたが、1979年に小田急電鉄の連結対象となり、6月30日に上場廃止。現在は100%子会社）
- 東京地下鉄（東証プライム）
- 相鉄ホールディングス（東証プライム）旧・相模鉄道が2009年9月16日に持株会社化し、社名変更。
  - 相模鉄道 ※ 旧・相模鉄道（現・相鉄ホールディングス）の鉄道部門が100%子会社として分離した。
- 秩父鉄道 (東証スタンダード)
- 富士急行（東証プライム）
  - 富士山麓電気鉄道※ 旧・富士急行の鉄道部門が100%子会社として分離した。
- アルピコホールディングス（2024年12月25日東証スタンダード上場。ただし、上場種別は小売業扱いとなる）
  - アルピコ交通※旧・松本電気鉄道
- 名古屋鉄道（鉄道及び軌道）（東証プライム、名証プレミア）
- 南海電気鉄道（東証プライム）
- 近鉄グループホールディングス（東証プライム）※旧・近畿日本鉄道が2015年4月1日に持株会社化し、社名変更。
  - 近畿日本鉄道 （鉄道及び軌道）※2015年4月1日、旧・近畿日本鉄道（現・近鉄グループホールディングス）より100%子会社として分離。
- 京阪ホールディングス（東証プライム）※旧・京阪電気鉄道が2016年4月1日に持株会社化し、社名変更。
  - 京阪電気鉄道 （鉄道及び軌道）※2016年4月1日、旧・京阪電気鉄道（現・京阪ホールディングス）より100%子会社として分離。
  - 京福電気鉄道 （鉄道及び軌道）（東証スタンダード、旧大証二部。京阪ホールディングスが43.16%の株式を保有する親会社でもある。）
- 阪急阪神ホールディングス（東証プライム）※旧阪急電鉄。2005年4月1日、持株会社化で阪急ホールディングスに社名変更。2006年10月1日、阪急阪神ホールディングスに社名変更。
  - 阪急電鉄 ※ 2005年4月1日、旧・阪急電鉄（現・阪急阪神ホールディングス）より100%子会社として分離。
  - 阪神電気鉄道（東証一部、大証一部に上場していたが2006年9月26日にいずれも上場廃止。同年10月1日に阪急阪神ホールディングスの100%子会社となった。）
- 神戸電鉄（東証プライム、旧大証一部。阪急阪神ホールディングスが27.30%の株式を保有する持分法適用会社。）
- 山陽電気鉄道（東証プライム、旧大証一部。阪神電気鉄道が17.38%の株式を保有しているが、阪急阪神東宝グループには参加していない。）
- 西日本鉄道（東証プライム、福証）※2006年12月3日大証一部上場廃止
- 広島電鉄（鉄道及び軌道）（東証スタンダード、旧広証）

### 公営企業
地方公営企業（交通局。公営交通の一形態）、あるいは地方公共団体が直接経営する企業形態で、次の19事業者がある。
- 札幌市交通局（鉄道及び軌道（軌道整備事業者））
- 函館市企業局交通部（軌道）
- 青森県（第三種事業者→青い森鉄道線参照）
- 仙台市交通局
- 福島県（第三種事業者→只見線参照）
- 東京都交通局（鉄道及び軌道）
- 横浜市交通局
- 名古屋市交通局
- 四日市市（第三種事業者→四日市あすなろう鉄道内部線・八王子線参照）
- 伊賀市（第三種事業者→伊賀鉄道伊賀線参照）
- 甲賀市（第三種事業者→信楽高原鐵道信楽線参照）
- 京都市交通局
- 神戸市交通局
- 和歌山県（第三種事業者→南海和歌山港線参照）
- 若桜町・八頭町（第三種事業者→若桜鉄道若桜線参照）
- 北九州市（第三種事業者→平成筑豊鉄道門司港レトロ観光線・皿倉登山鉄道参照。過去には旧若松市に由来する貨物専業軌道を運営。北九州市交通局を参照）
- 福岡市交通局（地下鉄）
- 熊本市交通局（軌道）
- 鹿児島市交通局（軌道）

戦後、鉄軌道事業を行っていたものの、現在では廃止した公営事業者は
- 秋田市（軌道。秋田市電を参照）
- 川崎市（軌道。川崎市電を参照）
- 大阪市（地下鉄は大阪港トランスポートシステムから移管された中央線大阪港 - コスモスクエア間（第二種鉄道事業）を除き軌道。新交通システムであるニュートラムには当初より鉄道及び軌道が混在。大阪市交通局を参照。2018年4月に民営化され大阪市高速電気軌道に移管）
- 姫路市（跨座式鉄道。姫路市交通局モノレール線を参照）
- 倉敷市（倉敷市交通局（消滅）で運営。1970年4月に水島臨海鉄道に移管）
- 玉野市（玉野市営電気鉄道を参照）
- 呉市（軌道。呉市電を参照）
- 荒尾市（荒尾市営電気鉄道を参照）

大都市（政令指定都市）の地下鉄が公営企業によって経営されているのは、地下高速鉄道整備事業費補助制度に基づく地下鉄建設費の補助金が、原則として地方公共団体及び旧営団だけに支給されたためである。

### 特殊法人
現在、鉄道（軌道）事業を行う事業者に「独立行政法人等登記令（旧特殊法人登記令）」の別表に掲げる法人に含まれる狭義の特殊法人は存在しないが、新設・目的の変更・廃止が総務省による審査の対象となる広義の特殊法人に次の特殊会社（株式会社）が含まれる。
- 北海道旅客鉄道
- 四国旅客鉄道
- 日本貨物鉄道
- 新関西国際空港（第三種事業者→関西空港線、南海空港線を参照）

過去に鉄道（軌道）事業を行っていた次の特殊法人があった。
- 帝都高速度交通営団（2004年4月1日に解散。政府と東京都が出資する新会社東京地下鉄に事業を承継）
- 都市基盤整備公団（第三種事業者）（2004年7月1日に解散。住宅・都市整備公団を改組。新設した独立行政法人都市再生機構（UR）に鉄道以外の事業を承継。鉄道施設については、京成電鉄が全額出資した新会社千葉ニュータウン鉄道に譲渡）

次のJR3社は、改正JR会社法公布前日の2001年6月21日まで特殊会社であった。
- 東日本旅客鉄道（2002年6月21日に日本鉄道建設公団の保有株式を売却し完全民営化）
- 西日本旅客鉄道（2004年3月12日に独立行政法人鉄道建設・運輸施設整備支援機構の保有株式を売却し完全民営化）
- 東海旅客鉄道（2006年4月5日に独立行政法人鉄道建設・運輸施設整備支援機構の保有株式を売却し完全民営化）

また、JR九州は、改正JR会社法公布前日の2016年3月31日まで特殊会社であった。
- 九州旅客鉄道（2016年10月25日に独立行政法人鉄道建設・運輸施設整備支援機構の保有株式を売却し完全民営化）

### 財団法人
- 札幌市交通事業振興公社（札幌市電）（軌道（軌道運送事業者））
- 青函トンネル記念館
- 神戸住環境整備公社

なお、過去に期間限定免許を受け、鉄道（軌道）事業を行った次の博覧会協会も、財団法人である。
- 日本万国博覧会協会（1970年、大阪、跨座式鉄道=モノレール）
- 沖縄国際海洋博覧会協会（1975-1976年、案内軌条式軌道=新交通システム）
- 横浜博覧会協会（1989年、普通鉄道=廃止された貨物線を開催期間のみ復活）
- アジア太平洋博覧会協会（1989年、福岡、案内軌条式軌道=ガイドウェイバス）
- 2005年日本国際博覧会協会（2005年、愛知、磁気誘導式鉄道=IMTS）

### 社団法人
- 養老線管理機構（養老鉄道養老線の第三種事業者）
- 佐賀・長崎鉄道管理センター（長崎本線の一部区間の第三種事業者）
- 南阿蘇鉄道管理機構（南阿蘇鉄道高森線の第三種事業者）
- 近江鉄道線管理機構（近江鉄道の第三種事業者）
- 名古屋市交通局協力会 - 名古屋市交通局の外郭団体。名古屋市にかつてあった東山公園モノレールを1964年から1974年まで運営していた。

### その他の経営形態
- 宗教法人
  - 鞍馬寺 - 京都市で鞍馬山鋼索鉄道（ケーブルカー）を運営。

過去に以下の経営形態で鉄道（軌道）事業を行っていた事業者があった。
- 社会福祉法人
  - こどもの国協会 - 横浜市にあるこどもの国線の第三種鉄道事業を行っていたが、通勤路線化のため、1997年に第三種鉄道事業を横浜高速鉄道に譲渡した。

このほか、昭和初期（1920年代）までの時代には、個人経営（人車軌道など）、合名会社、合資会社、協同組合（協業組合）の小規模な鉄道事業者も存在した。

### JRと私鉄、第三セクターの区分
1987年3月31日まで、法的に国鉄と私鉄という二つの区分が存在した。国鉄は、日本国有鉄道法に基づき公社としての日本国有鉄道が経営した鉄道である。これに対し地方鉄道法または軌道法に基づき民間企業および公営企業が経営した国鉄以外の鉄道・軌道を私鉄（または民鉄）と呼び、私鉄の路線は会社線（社線）と呼んだ。
国鉄の分割民営化により、すべての鉄道事業者が鉄道事業法および軌道法に管轄されることになった。JR（グループ）は一般的には私鉄（民鉄）とは呼ばないが、JR東日本・西日本・東海・九州に関しては完全民営化された「民間企業」のため、実際は私鉄（民鉄）の一種であるといえる。また、それ以外のJRグループ各社は「公私合同企業」である。「会社線」という呼称についても、JRの乗車券に例えば「東日本会社線」のように書かれてはいるものの、今でも単に「会社線」「社線」と呼ぶ場合は、JR以外の路線をさして使われる場合が多い。
旧国鉄の特定地方交通線の転換または整備新幹線開業に際して経営分離された並行在来線の受け皿として、また日本鉄道建設公団（現・鉄道建設・運輸施設整備支援機構）の地方AB線（地方開発線・地方幹線）の経営主体として設立された第三セクターの鉄道事業者についても、地図記号では私鉄とされているなど、一般的には私鉄に含まれる。ただし、別途第三セクターとして別の区分をすることもある。これは、営業路線の歴史的区分によるものであり、例外もあるが、時刻表でもJR路線の関連ページに記載されていることが多い。ただし、同じ第三セクターの鉄道事業者でも、旧国鉄からの転換あるいは継承ではない鉄道会社、例えば、大都市圏の新交通システムやモノレール各社、臨海工業地帯の貨物鉄道（臨海鉄道）会社、大都市周辺の都市開発に伴う通勤新線を敷設するために設立された北総鉄道・愛知高速交通・北大阪急行電鉄などの鉄道会社、万葉線・えちぜん鉄道の元々の私鉄路線を引き継いだ鉄道会社などは、この区分によらず私鉄として扱われることが多い。
この他にも、国や都道府県・市町村が出資していて形式的には第三セクターだが、実際には民営とされる事業者も存在する。
- 京福電気鉄道 - 大株主に財務大臣が名を連ねていたことがあったが、これはかつての個人大株主が死去したことに伴い、相続税の物納として同社の株式が納められたことによるものであり、経営参加を目的としていなかった（2022年現在は株式を売却したため純民間資本に戻っている）。
- 富山地方鉄道 - 陸上交通事業調整法に基づいて富山県内の私営・公営の鉄軌道・バス事業者をすべて合併して発足しており、設立の経緯から富山県・富山市も出資している（2020年に別の第三セクター会社の富山ライトレールを合併した）。
- 島原鉄道 - 雲仙普賢岳の噴火災害からの復旧に当たって増資を募った際に長崎県や沿線自治体が引き受けた[注 3]。

なお、JR及び旧国鉄線を引き継いだ第三セクター各社は青い森鉄道を除き、ほとんどの民営鉄道会社が加盟する一般社団法人日本民営鉄道協会に加盟していない。ただし入会は任意であり、旧国鉄線やJR線を引き継いだ鉄道会社も入会は可能である。
地図記号では国鉄線と私鉄線で区分されていたが、現在でも「JR」と「JR以外の鉄道」（第三セクター鉄道を含む）で分けられている。

### 大手私鉄・準大手私鉄・中小私鉄の区分
JRを除く私鉄についても、日本民営鉄道協会（民鉄協）に加盟する大規模な鉄道事業者を大手私鉄（大手民鉄）と呼び、他の私鉄会社とは区別している。現在は東京地下鉄（東京メトロ）を含めた16社を指す。帝都高速度交通営団の民営化による東京地下鉄発足前は、国土交通省鉄道局などの統計資料などでは帝都高速度交通営団を除いた15社を大手私鉄としていた（ただし、帝都高速度交通営団は民鉄協に加盟していた）。
大手私鉄を除く私鉄は中小私鉄（中小民鉄）と呼ばれる。このうち、中小私鉄の中でも規模の大きい私鉄を準大手私鉄（準大手民鉄）と呼ぶことがある。準大手私鉄の明確な定義はないが、現在は3社が準大手私鉄とされている。準大手私鉄と中小私鉄については、地方私鉄（地方民鉄）と定義され、この中で都市近郊の大都市高速鉄道と地方旅客鉄道の2つに分類される場合もある。
大手私鉄の承認は業界団体である民鉄協が行っており、協会非加盟の鉄道事業者は事業規模の大小にかかわらず「大手私鉄」とはみなされない。
これらの区分は労働争議の過程で特定事業者を「大手」と呼んだことに端を発している。そのため「中小私鉄」とされる事業者は必ずしも中小企業とはいえず、大企業に分類される事業者でも中小私鉄とされる場合がある。一例を挙げると、首都圏新都市鉄道（つくばエクスプレス）や大阪市高速電気軌道 (Osaka Metro) は、国土交通省の資料（2021年4月）では2社とも中小民鉄（中小私鉄）に区分されている。この2社は民鉄協に加盟しておらず、大手私鉄となる要件を満たしていない。このほか、神戸電鉄や遠州鉄道などは民鉄協加盟の大企業だが中小私鉄に分類されている。
また、大手私鉄・準大手私鉄という場合、企業自体やグループの規模だけでなく、鉄道事業の規模が占める割合が重視される。一例として、静岡県の遠州鉄道や静岡鉄道、山梨県の富士急行などは連結売上高は大きいものの、グループ全体の利益に占める鉄道事業の割合は低い。こうした鉄道事業者は大手私鉄や準大手私鉄とはみなされていない。

## 鉄道事業者の商号の漢字表記

小湊鐵道

東海旅客'道

鉄道事業者の中には、大井川鐵道、真岡鐵道、和歌山電鐵など、あえて旧字体・異体字の「鐵」を用いて表記する例が見られる。これは「鉄」の漢字が「金を失う」と書くため、縁起が悪いからだといわれる。また名古屋電氣銕道など、古字である「銕」を用いた事業者もあった。
現在四国旅客鉄道（JR四国）を除くJR各社では、ロゴにおいて「鉄」のつくりの部分を「失」から「矢」にした「鉃」を用いて、「鉃道」と表記している。これは「金が矢のように集まる」よう願ったためや、当時の日本国有鉄道の赤字経営を見て「金を失うことを避けないとつぶれる」からという理由があったとされる。かつては近畿日本鉄道（近鉄）や、そのグループ企業でも同様の字を使用していた。
しかし「鉃道」の字を見たこどもがそれに影響されて誤記する可能性があることが、教育的に好ましくないという意見もある。近鉄グループが1967年に使用を停止したのも、沿線住民からの指摘が理由である。なお本来「鉃」は矢の先端に付ける鏃（やじり）という意味の字であり、国語辞典では明治や大正に発行されたもの以外ではほぼ掲載されていない（これらの文字については、ウィクショナリーの「鉄」および「鉃」の項目も参照）。

社紋に見られる「鉄」の異表記
旁が「矢」表記の各務原鉄道
古字を用いた奈良鉄道

## 異業種との関係

### 異業種への参入
鉄道事業者の多くが、鉄道事業だけではなく、直営あるいは子会社などで、各種の関連事業や異業種の事業を行っている。これは公共交通という性格上、鉄道事業のみでは利益を生み出しにくいためであり、特に宅地開発の不動産業と商業施設の展開は、鉄道や駅の開発とセットで行うケースが多い。日本においては、阪急電鉄の創業者小林一三が鉄道事業と不動産・流通・娯楽産業などを組み合わせたビジネスモデルを成功させ、各地の私鉄や民営化後のJR各社の手本になっている。
以下のような事例がある。中には銚子電気鉄道のぬれ煎餅製造のように、本業の赤字を埋めるために異業種に参入した例もあるが、鉄道会社というブランドが企業にとってプラスになっているため、赤字であっても鉄道事業を継続している。
※主な例
- 鉄道以外の交通（運輸）事業
  - 各種バス事業（路線バス、高速バス、観光バス）
  - タクシー事業
  - 陸運（貨物自動車運送）事業
    - 東武運輸、ジェイアール東日本物流、日本国外ではドイツ鉄道グループのDBシェンカーなど。

  - 船舶（水運）事業 - 南海フェリー、JR西日本宮島フェリーなど
  - 航空運送事業
    - 航空貨物の取り扱いでは西日本鉄道の国際物流事業本部や近鉄エクスプレス、阪急阪神エクスプレスなど
    - 旅客輸送では東急グループに属していたかつての日本エアシステム。また、名古屋鉄道はANAホールディングスの大株主である[12]。
    - ヘリコプター輸送では名鉄グループの中日本航空など
    - 富山地方鉄道グループの富山地鉄サービスのように、空港の地上業務を航空会社から受託している場合もある[13]。

  - 旅行会社 - 日本旅行（JR西日本グループ）、近畿日本ツーリスト（KNT-CTホールディングス）、阪急交通社、京成トラベルサービス、東武トップツアーズ、小田急トラベル、京王観光など
- 不動産事業
  - マンションや住宅、オフィスビルなどの開発（デベロッパー）や不動産の販売
  - 鉄道駅構内（いわゆる駅ナカ）や高架下などの賃貸
  - ショッピングモール・複合商業施設の運営 - 東京ソラマチ（東武グループ）、渋谷スクランブルスクエア（東急・東京メトロ・JR東日本）、渋谷マークシティ（京王電鉄・東急・東京メトロ）、東京ガーデンテラス紀尾井町（西武グループ）、阪急西宮ガーデンズ（阪急電鉄）など
- 土木・建設事業 - 東急建設、南海辰村建設、京王建設など
- 鉄道車両の製造・メンテナンス
形態としてはJR東日本の新津車両製作所のように自社直営だったもの、東急車輛製造などのように子会社を設立したもの（2012年にJR東日本へ事業譲渡し、現在はJR東日本100%子会社の総合車両製作所。前記の新津車両製作所も2014年に総合車両製作所に移管し同社の新津事業所となっている）、近畿日本鉄道（近鉄）が終戦後子会社化し、現在は持分法適用関連会社としてJR西日本も出資する近畿車輛（旧・田中車輛）や、JR東海が2008年に子会社化した日本車輌製造のように既存の車輌メーカーを傘下に収めたものがある。
- 小売業
  - 百貨店 - 阪急阪神百貨店（阪急百貨店・阪神百貨店）、東武百貨店、東急百貨店、近鉄百貨店、小田急百貨店、京成百貨店など、大手民鉄16社のうち西武・東京地下鉄（東京メトロ）・相鉄・南海・西鉄以外[注 7]の各社はグループに百貨店事業を持っているほか、山陽・遠鉄・伊予鉄のように準大手や中小私鉄でも系列に百貨店事業を持っている事業者がある。そごう・西武が運営する「西武」（旧西武百貨店）も1971年までは西武鉄道と同じグループに属していた。日本の百貨店は呉服店を起源とするものと、鉄道会社が設立した電鉄系百貨店に分かれる。阪急百貨店は上述のように小林一三が日本で初めて鉄道事業と流通事業を融合させたものであり[14]、阪急阪神百貨店を統括するH2Oリテイリングは電鉄系百貨店の中では突出した規模を持つ（百貨店業界大手5社の一角）。分割民営化したJR各社は自前で独自には百貨店は展開してはいないものの、ジェイアール京都伊勢丹（JR西日本・三越伊勢丹HD）やジェイアール名古屋タカシマヤ（JR東海・髙島屋）など他の大手百貨店と提携している。
  - スーパーマーケット - 東武ストア、東急ストア、阪急オアシス、京王ストアなど。
  - コンビニエンスストア - JR東日本グループのNewDaysなど。JR西日本グループのハート・インなどのように、大手コンビニエンスストアのフランチャイジーになっているケースもある。
- 食堂、レストラン、ファーストフード、喫茶店などの外食産業 - JR東日本クロスステーション、東急グルメフロント、阪急阪神レストランズなど
- 食品製造業
  - JR東日本クロスステーションの弁当製造や、銚子電気鉄道のぬれ煎餅製造
- レジャー事業
  - 遊園地やテーマパーク、動物園、水族館
    - 西武園ゆうえんち、東武動物公園、ひらかたパークなど。東京ディズニーリゾートの運営会社オリエンタルランドも京成電鉄の持分法適用会社である。

  - スーパー銭湯などの経営 - 笑がおの湯（京成グループ）など
  - 温泉やスキー場など観光リゾート地の開発、経営 - 苗場スキー場・富良野スキー場など（西武グループ）、ガーラ湯沢スキー場（JR東日本）、蓼科東急スキー場など（東急）、京王高尾山温泉
  - 有料道路の運営
    - 鬼押ハイウェー・万座ハイウェー（西武グループ）、かつて東急グループだった箱根ターンパイクなど

  - ホテル事業 - バブル崩壊後はビジネスホテルチェーンが多い。
    - プリンスホテル（西武グループ）、JR東日本ホテルズ、阪急阪神第一ホテルグループ、都ホテルズ&リゾーツ（近鉄グループ）など。プリンスホテルは国内のホテル業界で首位。

  - スポーツクラブ（フィットネスクラブ）の経営 - ジェイアール東日本スポーツ（ジェクサー）、東急スポーツシステム（アトリオ）
  - 劇団（宝塚歌劇団やかつてのOSK日本歌劇団）、映画製作・配給（東宝）、劇場・映画館の運営（TOHOシネマズ）
  - プロスポーツチームの経営
    - プロ野球球団
過去には京阪以外の関西大手私鉄はプロ野球球団を持っていた。2024年現在は、阪神が阪神タイガースを単独で所有し続けているのみで、近鉄・南海・阪急は球団を手放している。
関西以外では、西武が埼玉西武ライオンズを2009年から単独で所有している[注 8]。他にも東急は東急フライヤーズ、国鉄は国鉄スワローズ、西鉄は西鉄ライオンズというプロ野球球団を所有していた。現在はそれぞれ、北海道日本ハムファイターズ[注 9]、東京ヤクルトスワローズ、埼玉西武ライオンズに継承されている。また、小田急では2リーグ分裂時にプロ野球球団を所有する計画が具体的になされ、阪神と同じセントラル・リーグに加盟することを表明し、チーム名も検討するなど、球団所有の一歩手前まで達していた[15] が、寸前で中止した。

一時期（1951 - 1953年）、中日ドラゴンズが中日新聞社と名古屋鉄道の共同経営となり、「名古屋ドラゴンズ」と名乗っていた。また、広島東洋カープも、経営が東洋工業（現・マツダ）を中心とした体制に移行する以前の広島財界共同出資時代に、広島電鉄も資本参加し、役員も派遣していた[16]。
更に以前は京成が読売ジャイアンツの筆頭株主、武蔵野鉄道と合併前の旧・西武鉄道は東京セネタースの後援、京浜急行電鉄も女子プロ野球球団である京浜ジャイアンツの所有をそれぞれ行っていた[17][18][19]。
    - プロサッカーチーム
      - ジェフユナイテッド市原・千葉（JR東日本と古河電気工業の合弁）
- 広告代理業 - 東急エージェンシー、小田急エージェンシーなど
- 民放テレビ局 - 阪急阪神HD傘下の関西テレビ放送（FNN/FNS準キー局）など。出資で関係のある局は少なくない。
- ケーブルテレビ (CATV) - 東急グループのイッツ・コミュニケーションズ、近鉄ケーブルネットワークなど
- 貸金業（キャッシング）、クレジットカード - ビューカード（JR東日本）、東急カードなど。JR西日本と小田急は自社でクレジットカードを発行している。
- 電力事業
日本においては戦前の電力統制以前には発電・配電の大口利用先として電力会社が電鉄事業に進出する（東京電燈・京都電燈など）一方で、電鉄会社が地域の配電業者として電力事業を兼業していた事業者もあり、事業者によっては電力事業の収益が鉄道事業の収益を大きく凌駕する例もあった。関西地区の電気事業の詳細については関西私鉄の電力供給事業を参照。現在でもJR東日本や東京都交通局が発電事業を行っている[20][21]。また2010年代に入りJR九州や近畿日本鉄道などが売電を目的に遊休地への太陽光発電所建設を行っている[22][23]。
- 自動車関連事業
  - 自動車ディーラー - 過去に存在した近鉄モータースは日本における輸入車販売の老舗として知られていた。この他、大手私鉄では東急・京急・相鉄・京王・近鉄が過去に日産自動車のディーラーを経営していたほか、中小私鉄では静岡鉄道・遠州鉄道が静岡県内のトヨタ自動車のディーラーを経営している。また、マツダが新たな販売網「ユーノス」を立ち上げると、JR北海道・JR西日本・JR九州が参入した。JR東日本もこれに影響されて「ジェイアール東日本自動車販売」を立ち上げてボルボとサターンの販売を手がけたが数年で撤退した。
  - 自動車整備業
  - レンタカー - JR系列の駅レンタカーや、静岡鉄道・遠州鉄道系でトヨタレンタリースのフランチャイズに参画する例など。過去には大手私鉄系でニッポンレンタカーのフランチャイジーとなる例が見られた（現在はフランチャイズ制そのものが廃止され、各私鉄が設立した子会社はすべてニッポンレンタカーサービスの完全子会社化された）。2024年現在でも近鉄グループにはオリックスレンタカーのフランチャイジーとして「近鉄レンタリース」（元はニッポンレンタカーのフランチャイジーだった「近畿ニッポンレンタカー」で、オリックスレンタカーへの鞍替えと同時に現社名へ変更）が存在し、沿線地域でオリックスレンタカーの店舗を運営している。

### 異業種からの参入
元来は鉄道事業者ではない異業種の事業者が、直営あるいは子会社などで鉄道事業を行う、もしくは経営破綻した鉄道事業者の再建支援を行っている例として以下のようなものがある。中には紀州鉄道のように「鉄道会社」というネームバリューを得るために既存の鉄道会社を買収し、自社の社名を買収会社のそれに変更したケースも存在する。
- 参入者自身が直営で鉄道事業を行っているもの、行っていたもの
  - 山万 - 本業は不動産会社。千葉県に同社が開発したニュータウンへの交通の便を図るため、新交通システム・ユーカリが丘線を運営。
  - 関西電力 - 本業は電力会社。2018年まで長野県で関電トンネルトロリーバスを運営していた。1971年までは富山県で黒部峡谷鉄道本線も直営していたが、同年から子会社の黒部峡谷鉄道に分離した。トロリーバス廃止（電気バスに転換）で旅客鉄道事業からいったん撤退することになるが、近い将来関西電力黒部専用鉄道などの欅平・黒部ダムルートを開放する予定で、その際は旅客鉄道事業として事実上復活する。
  - 鞍馬寺 - 京都にある寺院。参拝者の利便を図るため、鞍馬山鋼索鉄道というケーブルカーを運行している[24]。なお、宗教法人法により、営利目的の事業として課税されるのを回避するため、一定金額を寺院に寄進する代わりにケーブルカーの運賃は無償とする形態を取っている[24][25]。
  - 大阪観光 - 大阪府で箕面温泉観光ホテルを運営している会社。1965年から1993年まで宿泊者や温泉利用者のために箕面鋼索鉄道というケーブルカーを運営していた。
  - 岡本製作所 - 本業は遊具製造業。2003年から2018年まで別府ラクテンチケーブル線の運営を大分県で行っていた。ただし、一般の鉄道路線と異なり事実上、山上に所在する同社経営の遊園地への来園者専用となっている。なお、このケーブルカーは遊園地とともに、2003年まで同県でホテルを経営していた別府国際観光が運営していた。2018年からは地元資本のラクテンチが遊園地とともにケーブルカーを運営している。
  - 下北交通 - バス事業者であり、当時の社名は「下北バス」。国鉄大畑線が第1次特定地方交通線に指定された際に南部縦貫鉄道が引き受け意向を示した事から、経営エリア防衛の一環として1985年に鉄道経営に参入[注 10]。しかし赤字のため2001年をもって廃止・撤退した。
- 鉄道事業を行うために設立した子会社で間接的に運営するもの、する予定であったもの、していたもの
  - 舞浜リゾートライン - 千葉県浦安市にあるモノレール、ディズニーリゾートラインを運営管理する第一種鉄道事業者。東京ディズニーリゾートを経営・運営するオリエンタルランドの完全子会社であり、全ての駅の全ての出入口がオリエンタルランドの所有地内にある。そのため、東京ディズニーリゾート来場者（ゲスト）の施設間移動の便宜をはかることが運行の主目的である。なお、オリエンタルランドの筆頭株主は大手私鉄の京成電鉄であり、京成グループの企業でもある。そのため車両の検査業務などで京成とは協力関係にある。
  - ドリーム開発 - 1967年から長期営業休止だったドリーム開発ドリームランド線をダイエー100%の子会社である同社が営業再開しようとしたが、親会社のダイエーの経営が傾き2003年に営業再開を断念した。
  - 湘南モノレール - 神奈川県内を走るモノレール。三菱重工業が、懸垂式モノレールの技術開発・拡販のために敷設した。開業から半世紀以上が過ぎた2015年、公共交通の経営再建を手がけるみちのりホールディングスの傘下に移っている。
- 既存の鉄道事業者を買収し、経営傘下に置いて鉄道事業に参入したもの
  - 紀州鉄道 - 1928年に御坊臨港鉄道として開業した路線。災害やモータリゼーションの進展によって廃止の危機に追い込まれていたものを、1972年に東京の磐梯電鉄不動産が約1億円で買収。翌年1月、「紀州鉄道」に社名を変更。現在は不動産・ゴルフ場・リゾート開発会社の鶴屋産業の傘下となっている。
  - 銚子電気鉄道 - 1990年に経営権が京成グループ傘下のバス会社・千葉交通から東金市の建設業・内野屋工務店に移転。子会社「銚電恒産」を設立してその子会社となった。しかし、1998年に同社が自己破産申請をしたため、現在では銚子市・千葉県が経営支援を行っている。
  - 2005 - 2006年には、投資ファンドの「村上ファンド」が阪神電気鉄道の株式を取得、経営に乗り出そうとした例がある。
- 経営再建のため異業種の企業やその出身者が経営参画・経営支援しているもの
  - 東京モノレール - 建設費がかさんだゆえの高運賃もあって経営危機に瀕し、日立グループのもとで再建。長らく日立物流の子会社であったが、2002年にJR東日本の子会社となっている（ただし、日立製作所も12%の株を保持（2012年3月現在）。開業間もない時期は名古屋鉄道[注 11]も出資していたが短期間で撤退）。
  - 水間鉄道 - バブル期の過大投資がたたり、2005年に会社更生法の適用を申請。大阪市に本社をおく外食チェーン・グルメ杵屋が支援企業に決定し、経営再建がなされた。現在、グルメ杵屋の100%子会社である。
  - 高松琴平電気鉄道 - 自社ターミナルに建設したコトデンそごうがそごうグループ破綻の影響で連鎖倒産し、その影響で2001年に民事再生法の適用を申請して経営破綻した。地元に本社を置く大手食品加工メーカー・加ト吉や、地元の日産自動車の販売会社・香川日産自動車の支援の元で経営再建をした。
  - しなの鉄道 - 長野県の第三セクター鉄道。経営再建のために、最初は格安航空券販売で知られる旅行代理店エイチ・アイ・エス、次に格安航空会社のスカイマークから社長を迎えて経営再建を果たした。資本関係上の提携や買収をした訳ではなく、厳密には「異業種からの参入」とは言い難いものの、2代続けて航空関連業界関係者から経営者を招聘して経営再建した。
- 行政が地方鉄道存続のために、経営企業を公募したもの
  - 和歌山電鐵 - 廃線となる南海貴志川線を、和歌山市などの自治体が公的な財政補助を前提に存続させることになった。しかし、沿線自治体の財政状況の関係で第三セクター設立は困難だったために、経営企業を公募した。不動産会社や外食産業など何社か異業種からの応募もあり、異業種からの参入の可能性もあった。最終的には、他地域の鉄軌道事業者である岡山電気軌道が経営することに決まった。
  - WILLER TRAINS - 慢性的な赤字に苦しむ第三セクターの北近畿タンゴ鉄道の運営を行うために設立された、旅行業などを営むWILLERの子会社。
- 鉄道事業者ではないが自社の便宜のために鉄道資産を保有する例
  - 中部電力 - 自社の水力発電所の建設・保守のために大井川鐵道井川線の鉄道資産を保有しているが第三種鉄道事業者とならず、大井川鐵道が第一種鉄道事業者である。また、赤字は中部電力が負担している。

かつては、炭鉱鉄道のように鉱業会社が運営する鉄道も多かった。こうした鉄道の例として、太平洋石炭販売輸送が挙げられる。また、岩手開発鉄道、秩父鉄道、三岐鉄道は太平洋セメントが大株主であり、セメント製品及び原料の輸送を手掛けている。

## 鉄道事業法に基づかない鉄道運営者
鉱業会社が運営する鉱山鉄道や営林署や林業者が運営する森林鉄道、かつて北海道に存在した簡易軌道（←殖民軌道）は鉄道事業法及び前身の地方鉄道法や軌道法とは異なる法令により運営される鉄道である。したがってこれらの鉄道の運営者は法律的には鉄道事業者とは呼べない。これらの鉄道は現在では鉱業・林業の衰退、モータリゼーションの発達などにより、ほぼその役割を終えた。
かつて自衛隊では有事の際の輸送手段として国鉄の鉄道網を利用するため、陸上自衛隊に鉄道車両を運用する第101建設隊が存在したが、道路網の発達と大型輸送機の配備により解体した。海上自衛隊が呉弾薬整備補給所内の専用軌道での弾薬の運搬にディーゼル機関車を利用していたが 2010年頃に使用が中止され、国が運用する鉄道車両と路線が無くなった。